# Сумеречный гладконос
Сумеречный гладконос (лат. Nycticeius humeralis) — вид гладконосых летучих мышей.
Вид распространён в Мексике и США. Он живёт в лиственных лесах на высотах от уровня моря до 300 метров над уровнем моря. Средняя продолжительность жизни в дикой природе, вероятно, около двух лет, хотя есть записи некоторых особей, живших в течение пяти лет. места ночлега устраивает в трещинах деревьев и под свободной корой, а также в зданиях. Спаривание происходит, вероятно, в конце лета и начале осени. Оплодотворение происходит в весенний период. Самки рожают от 1 до 3 детёнышей (обычно двойню) в течение июня. Эти летучие мыши покидают свои убежища в сумерки. Они начинают летать на высоте от 12 до 23 метров, но, когда наступает темнота они летают гораздо ниже к земле. У них медленный и стабильный полёт. Во время кормления, мембраны хвоста и крыльев используются для захвата и удержания добычи.